# Stazione meteorologica di Nizza Monferrato
La stazione meteorologica di Nizza Monferrato è la stazione meteorologica di riferimento relativa alla località di Nizza Monferrato.

## Coordinate geografiche
La stazione meteorologica si trova nell'Italia nord-occidentale, in Piemonte, in provincia di Asti, nel comune di Nizza Monferrato, a 139 metri s.l.m. e alle coordinate geografiche 44°46′N 8°21′E.

## Dati climatologici
In base alla media trentennale di riferimento 1961-1990, la temperatura media del mese più freddo, gennaio, si attesta a +1,7 °C; quella del mese più caldo, luglio, è di +23,7 °C .
| Nizza Monferrato   | Mesi | Mesi | Mesi | Mesi | Mesi | Mesi | Mesi | Mesi | Mesi | Mesi | Mesi | Mesi | Stagioni | Stagioni | Stagioni | Stagioni | Anno |
| Nizza Monferrato   | Gen  | Feb  | Mar  | Apr  | Mag  | Giu  | Lug  | Ago  | Set  | Ott  | Nov  | Dic  | Inv      | Pri      | Est      | Aut      | Anno |
| ------------------ | ---- | ---- | ---- | ---- | ---- | ---- | ---- | ---- | ---- | ---- | ---- | ---- | -------- | -------- | -------- | -------- | ---- |
| T. max. media (°C) | 5,2  | 6,9  | 12,1 | 17,0 | 21,8 | 26,2 | 29,3 | 28,6 | 23,6 | 16,7 | 10,3 | 6,1  | 6,1      | 17,0     | 28,0     | 16,9     | 17,0 |
| T. min. media (°C) | −1,8 | −0,7 | 3,5  | 8,2  | 12,3 | 15,8 | 18,1 | 17,2 | 13,6 | 8,6  | 4,4  | 0,4  | −0,7     | 8,0      | 17,0     | 8,9      | 8,3  |